# 郑军 (1969年11月)
郑军（1969年11月—），男，汉族，湖北石首人，中华人民共和国政治人物。现任湖北第二师范学院院长，民革湖北省委副主委。